# Salma Paralluelo
Salma Celeste Paralluelo Ayingono (Zaragoza, 13 november 2003) is een Spaans voetbalspeelster die als aanvaller actief is bij FC Barcelona en de nationale ploeg van Spanje en voormalig sprinter.

## Biografie
Paralluelo werd in 2003 geboren in Zaragoza als dochter van een Spaanse vader en een moeder van Equatoriaal-Guinese Fang-afkomst. Daarom was ze speelgerechtigd zowel voor Spanje als voor Equatoriaal-Guinea, maar ze koos voor de eerste.

## Atletiekcarrière
Als atlete begon Paralluelo haar carrière bij de club Atletismo San José de Zaragoza en trok vervolgens naar Scorpio-71 in Zaragoza. Na verschillende keren kampioen van Spanje te zijn geworden in lagere categorieën, won zij haar eerste medaille op de Spaanse indooratletiekkampioenschappen van 2019. Ze won brons op de 400 m met een tijd van 53,83 s, het Spaanse record in de categorieën U18 en U20. Met 15 jaar en 3 maanden oud was ze de jongste atlete die een nationale medaille won bij de senioren. Door deze prestatie kwalificeerde ze zich voor de Europese indoorkampioenschappen van 2019 in Glasgow, waar ze in de series van de 400 m werd uitgeschakeld. Ze behaalde datzelfde jaar goud in de 400 m en de Zweedse estafette met het nationale team bij het Europees Olympisch Jeugdfestival in Bakoe en vertegenwoordigde het nationaal team bij de European Team Championships 2019 in Bydgoszcz.
Na in 2020 en 2021 nauwelijks te hebben deelgenomen als gevolg van de coronapandemie en vervolgens een ernstige blessure, kondigde ze in juli 2022 aan, dat zij de atletiek op hoog niveau zou verlaten om zich uitsluitend aan voetbal te wijden.

## Persoonlijke records
Outdoor
| Onderdeel    | Prestatie | Datum             | Plaats      |
| ------------ | --------- | ----------------- | ----------- |
| 300 m        | 38,60 s   | 16 juli 2020      | Cartagena   |
| 400 m horden | 57,36 s   | 19 september 2020 | Ciudad Real |

Indoor
| Onderdeel | Prestatie | Datum            | Plaats    |
| --------- | --------- | ---------------- | --------- |
| 200 m     | 24,58 s   | 9 maart 2019     | Valencia  |
| 300 m     | 39,27 s   | 17 maart 2018    | Sabadell  |
| 400 m     | 53,83 s   | 17 februari 2019 | Antequera |

## Nationale voetbalcarrière
Als voetballer speelde ze bij de jeugd van UD San José en debuteerde ze in de seniorencategorie bij Zaragoza CFF, in de Spaanse tweede divisie toen ze 15 werd, de minimumleeftijd om in de nationale categorie te mogen spelen. Aan het begin van het seizoen 2019-2020 tekende ze voor de Spaanse tweededivisieclub Villarreal CF. In juli 2022 tekende ze voor FC Barcelona een contract tot 30 juni 2026. Met FC Barcelona won ze het eerste seizoen het kampioenschap in de 1-Liga F, de Supercopa de España en de UEFA Women's Champions League.

## Internationale voetbalcarrière
Paralluelo won met de jeugdteams het Europees kampioenschap voetbal vrouwen onder 17 - 2018, het Wereldkampioenschap voetbal vrouwen onder 17 - 2018 en het Wereldkampioenschap voetbal vrouwen onder 20 - 2022.
Ze debuteerde bij het nationaal elftal op 11 november 2022, waarbij ze een hattrick scoorde bij een 7-0 thuisoverwinning in de vriendschappelijke wedstrijd tegen Argentinië.
Eind juni 2023 kwam ze op de definitieve lijst van 23 spelers van bondscoach Jorge Vilda voor het Wereldkampioenschap voetbal vrouwen 2023 in Australië en Nieuw-Zeeland. In deze competitie scoorde ze het winnende doelpunt in de verlengingen van de kwartfinale tegen Nederland, dat Spanje kwalificeerde voor de halve finales voor de eerste maal in zijn geschiedenis.
- World Athletics: 14813216